# هری تورپ
هری تورپ (انگلیسی: Harry Thorpe؛ ۱۸۸۰ – ۱۶ سپتامبر ۱۹۰۸) بازیکن فوتبال بود.
از باشگاه‌هایی که در آن بازی کرده‌است می‌توان به باشگاه فوتبال آرسنال، باشگاه فوتبال لستر سیتی، باشگاه فوتبال چسترفیلد، و باشگاه فوتبال فولام اشاره کرد.